# Горизонт (фільм, 1932)
«Горизонт» — чорно-біла кінодрама виробництва СРСР 1932 року режисера Льва Кулєшова. Прем'єра фільму відбулася 30 січня 1933 року.

## Сюжет
Єврейський хлопчик Льова Горизонт емігрує в Америку. Як солдат армії США в 1919 році він потрапляє в Росію і переходить на сторону червоноармійців.

## У ролях
- Микола Баталов —  Льова Горизонт
- Олена Кузьміна —  Розі
- Михайло Доронін —  дядько Льови Горизонту
- Михайло Доллер —  Сміт
- Дмитро Кара-Дмитрієв —  годинникар
- Порфирій Подобєд —  Ден
- Іван Бобров —  наглядач
- Андрій Горчилін —  Моня
- Сергій Комаров —  унтер / американський поліцейський / поп
- Петро Галаджев —  рабин / солдат
- Дмитро Зольц —  Кларк
- Д. Дмітріаді —  Джузеппе
- Костянтин Хохлов —  фабрикант
- Микола Акімов —  партизан
- Микола Гладков —  шкет
- Леонід Любашевський —  контрабандист
- Володимир Уральський —  партизан  (немає в титрах)
- Микола Крючков —  партизан  (немає в титрах)
- Андрій Файт —  офіцер  (немає в титрах)

## Знімальна група
- Режисер-постановник: Лев Кулєшов
- Автори сценарію: Лев Кулєшов, Георгій Мунбліт, Віктор Шкловський
- Оператор-постановник: Костянтин Кузнецов
- Композитор: Давид Блок
- Художники: Сергій Козловський, Д. Черекс, П. Портоне
- Монтаж: Ксенія Блінова, К. Скоморвська
- Звукорежисер: Леонід Оболенський